# Театр Гуаира
Культурный центр «Театр Гуаира» — это государственное учреждение культуры, расположенное в городе Куритиба, в штате Парана, Бразилия. Этот театр был возведён в 1945 году на площади Сантос Андраде. Его вместимость составляет около 3000 зрителей, которые могут разместиться в трёх различных залах. Это один из крупнейших концертных залов в Латинской Америке.
Несколько творческих коллективов, которые получают поддержку от культурного центра «Театр Гуайра»:
- Симфонический оркестр
- Танцевальная труппа «Бал Театр Гуайра»
- Театральный коллектив «Театр комедии Параны»

## История

### Начало
История театра Гуаира берёт своё начало в XIX веке. Он располагался на улице Кандидо Лопес, на месте, где сейчас находится здание Публичной библиотеки Параны. Открытие театра было запланировано на 28 сентября 1884 года под названием «Teatro São Theodoro» в честь Теодоро Эбеноса Перейры, основателя Куритибы. Однако открытие было отменено из-за начала федералистской революции, которая использовала здание в качестве политической тюрьмы. Только через шестнадцать лет, 3 ноября 1900 года, после реконструкции, расширения и установки электрического освещения, театр наконец-то открыл свои двери под новым названием — «Theatro Guayra». В 1915 году помещения были снова отремонтированы и расширены. Мэр Алуизио Франс приказал снести здание в 1937 году, ссылаясь на опасность обрушения.

### Дизайн нового здания
В 1948 году, когда губернатором был Моисей Лупион, состоялся конкурс на лучший проект нового здания театра. Рубенс Мейстер, тогда ещё совсем молодой архитектор, которому было всего 26 лет, занял третье место в этом конкурсе. Первые два места достались классическим проектам, которые были похожи на муниципальные театры в Рио-де-Жанейро и Сан-Паулу. Однако следующий губернатор, Бенто Муньоз да Роша, выбрал проект Мейстера, посчитав его более подходящим для своей программы модернизации столицы. Он решил перенести место строительства с площади Руи Барбоса, которая перестала существовать для размещения здания, на большую площадь в целый квартал, расположенную на одной из сторон площади Сантос Андраде. Это позволило расширить первоначальный проект, создав архитектурный комплекс с тремя зрительными залами и всеми необходимыми постройками для постановки пьес и спектаклей: репетиционными залами, швейной и сценографической мастерскими и другими помещениями.

### Строительство комплекса и открытие «Гуайринья»

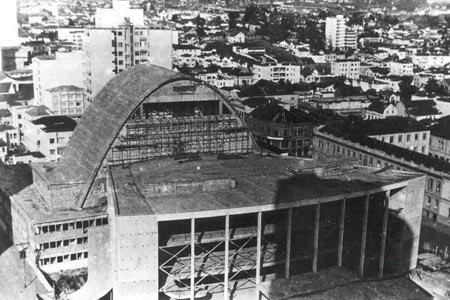
Театр Гуайра в стадии строительства

Работы по созданию этого здания начались в 1952 году. 19 декабря 1954 года состоялось торжественное открытие «Auditorio Salvador de Ferrante», известного также как Guairinha. На этом мероприятии присутствовал президент Республики Кафе Филью. 25 февраля 1955 года, в день открытия, в зрительном зале состоялась премьера пьесы «Жизнь во грехе» Теренса Раттигана, представленная театральной труппой Dulcina.
В соответствии с законом штата № 73 от 7 ноября 1955 года, небольшая аудитория Teatro Guaira была переименована в «Auditorio Salvador de Ferrante». Это название было дано в честь Сальвадора Фердинандо де Ферранте, известного как пионер театра в Куритибе и основателя театрального общества эпохи Возрождения.
Строительство большого зрительного зала происходило постепенно на протяжении шестнадцати лет. Однако 25 апреля 1970 года, когда открытие было уже близко, произошёл пожар, который нанёс серьёзный ущерб зданию. Подготовка к открытию заняла ещё четыре года.

### Открытие «Auditorio Bento Munhoz da Rocha Netto»
12 декабря 1974 года состоялось открытие большого зрительного зала, известного как Guairão. Он был назван «Auditorio Bento Munhoz da Rocha Netto» в честь бывшего губернатора. В качестве дебютного спектакля была представлена пьеса «Парана, Земля всех народов», написанная Адхербалом Фортом и Пауло Витолой.

### Дополнения
«Auditorio Glauco Flores de Sá Brito» был открыт в 1975 году и стал главным местом для театральных трупп Параны и экспериментальных и авангардных представлений.
«Театр Хосе Марии Сантоса» не является частью основного здания, но он принадлежит к культурному наследию «Centro Cultural Teatro Guaíra». Этот театр был открыт 27 июня 1998 года и назван в честь выдающегося паранского актёра и режиссёра Хосе Марии Сантоса.